# Epitaxis
La epitaxis es la asociación de dos minerales de diferentes especies, entre los cuales existe una compatibilidad estructural, en virtud de la cual los cristales de ambos cuerpos se desarrollan, uno sobre el otro, en determinadas direcciones. Existe epitaxis entre el rutilo y por otra parte, la mica o la hematita; entre estas últimas; entre la hematita y la calcita; entre la albita y la ortosa, etc. En los experimentos para provocar lluvia artificialmente se aprovecha la epitaxis entre los cristales de yoduro de plata (que sirven de núcleo de condensación) y los de hielo presentes en la atmósfera.